# Frącki
Frącki – wieś w Polsce położona w województwie podlaskim, w powiecie sejneńskim, w gminie Giby. Leży nad Czarną Hańczą.
| SIMC    | Nazwa          | Rodzaj    |
| ------- | -------------- | --------- |
| 1011260 | Adamowe Łączki | część wsi |
| 1011425 | Nadole         | część wsi |
| 1011454 | Piecek         | część wsi |

W latach 1975–1998 miejscowość administracyjnie należała do województwa suwalskiego.
We wsi znajduje się wpisany do rejestru zabytków cmentarz wojenny z I wojny światowej (nr rej.: 421 z 31.01.1985)